# Rogeria (plant)
Rogeria is een geslacht uit de familie Pedaliaceae. De soorten komen voor in Afrika.

## Soorten
- Rogeria adenophylla J.Gay ex Delile
- Rogeria armeniaca Bedigian
- Rogeria bigibbosa Engl.
- Rogeria longiflora (D.Royen) J.Gay ex DC.